# Wittorf (Nedersaksen)
Wittorf is een gemeente in de Duitse deelstaat Nedersaksen. De gemeente maakt deel uit van de Samtgemeinde Bardowick in het Landkreis Lüneburg. Wittorf telt 1.436 inwoners.

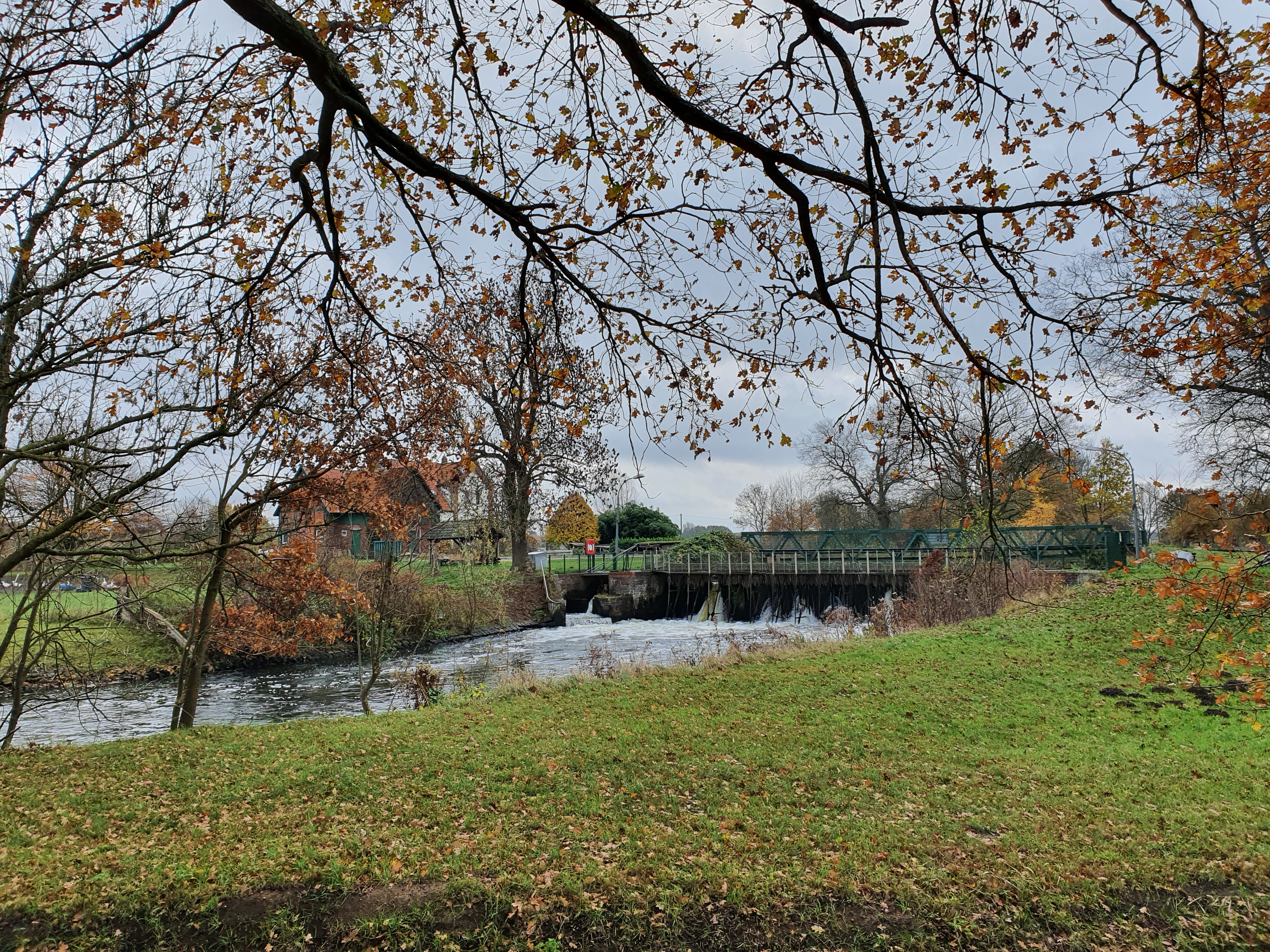
Sluis in de Ilmenau

Het dorp Wittorf ligt aan de westoever van het riviertje de Ilmenau, een zijrivier van de Elbe. Wittorf werd in het jaar 1004 voor het eerst in een document vermeld. Ten westen van het oude dorp ontstond in de 20e en 21e eeuw een woonwijk Neu Wittorf.
Op slechts één kilometer ten oosten van Wittorf ligt St. Dionys, gemeente Barum.
In november 2023 kwam Wittorf in opspraak. Onbekenden staken een leegstaand, voormalig bejaardentehuis in brand, waar 60 vluchtelingen onderdak hadden zullen vinden. De gemeente en een burgercomité plaatsten hierna een groot spandoek, waarin duidelijk afkeer van racisme en vreemdelingenhaat werd betuigd.
- Gemeinsame Normdatei: 4715988-1
- Nationale Bibliotheek van Israël: 987009841263805171

Adendorf · 
Amelinghausen · 
Amt Neuhaus · 
Artlenburg · 
Bardowick · 
Barendorf · 
Barnstedt · 
Barum · 
Betzendorf · 
Bleckede · 
Boitze · 
Brietlingen · 
Dahlem · 
Dahlenburg · 
Deutsch Evern · 
Echem · 
Embsen · 
Handorf · 
Hittbergen · 
Hohnstorf (Elbe) · 
Kirchgellersen · 
Lüdersburg · 
Lüneburg · 
Mechtersen · 
Melbeck · 
Nahrendorf · 
Neetze · 
Oldendorf (Luhe) · 
Radbruch · 
Rehlingen · 
Reinstorf · 
Reppenstedt · 
Rullstorf · 
Scharnebeck · 
Soderstorf · 
Südergellersen · 
Thomasburg · 
Tosterglope · 
Vastorf · 
Vögelsen · 
Wendisch Evern · 
Westergellersen · 
Wittorf